# Callionymus scabriceps
Callionymus scabriceps es una especie de peces de la familia Callionymidae en el orden de los Perciformes.

## Distribución geográfica
Se encuentra en Taiwán y en las Filipinas.